# Unciaal 070
Unciaal 070 (Gregory-Aland), ε 6 (Soden), is een van de Bijbelse handschriften in Griekse en Koptische taal. Het dateert uit de 6e eeuw en is geschreven met hoofdletters (uncialen) op perkament.

## Beschrijving
Het bevat de tekst van de Evangelie volgens Lucas en Evangelie volgens Johannes met lacunes. De gehele Codex bestaat uit 44 bladen (37 × 28 cm) en werd geschreven in twee kolommen per pagina, 35 regels per pagina.
Inhoud
070 (13 folios) – Lukas 9:9-17; 10:40-11:6; 12:15-13:32; Johannes 5:31-42; 8:33-42; 12:27-36
0110 (1 folio) – Johannes 8:13-22
0124 + 0194 (22 folios) – Lucas 3:19-30; 10:21-30; 11:24-42; 22:54-65; 23:4-24:26; Johannes 5:22-31; 8:42-9:39; 11:48-56; 12:46-13,4
0178 (1 folio) – Lucas 16:4-12
0179 (1 folio) – Lucas 21:30-22,2
0180 (1 folio) – Johannes 7:3-12
0190 (1 folio) – Lucas 10:30-39
0191 (1 folio) – Lucas 12:5-14
0193 (1 folio) – Johannes 3:23-32
0202 (2 folios) – Lucas 8:13-19; 8:5-9:9.
De Codex is een representant van het Alexandrijnse tekst-type, Kurt Aland plaatste de codex in Categorie III.
Het manuscript bevat aspiratietekens en accenten.

## Geschiedenis
Het handschrift is in 11 delen opgedeeld en wordt op 5 locaties bewaard:
- Clarendon Press (b. 2) Oxford – 9 bladen
- Bibliothèque nationale de France (Copt. 132,2) in Parijs – 2 bladen
- Louvre (MSE 10014, 10092k) – 2 bladen
- British Library (Add. 34274), 1 f., Londen – 1 blad
- British Library (Or. 3579 B [29], fol. 46, 47) – 2 bladen
- Bibliothèque nationale de France, Copt. 129,7 Paris
- Österreichische Nationalbibliothek (1 f), in Vienna – 1 blad.[1]